# Промислові трубопроводи

## Трубопровід промисловийшахта–збагачувальна фабрика,шахта–ТЕС
Промислові трубопроводи (англ. field pipeline; industrial pipeline; нім. Feld(rohr)leitung) – трубопровідна система, що з'єднує підприємства одної галузі (наприклад, шахта  – збагачувальна фабрика), технологічно пов'язані підприємства різних галузей (наприклад, теплоенергетичні комплекси шахта – ТЕС) або технологічні трубопроводи. Основні параметри (напір, продуктивність) визначаються або особливостями основного підприємства, або вимогами використання транспортованого матеріалу в кінцевому пункті транспортування. До складу Т.п. можуть входити початковий та кінцевий термінали з власною технологією обробки середовища, яке транспортується (очистка, згущення, подрібнення), накопичувальними та регулюючими складами і резервуарами, а також насосні і компресорні станції, розгалуження і розподільні станції, системи електрохімічного, антикорозійного та термічного захисту. За величиною робочого тиску розрізняють Т.п. високого (6,4 МПа і вище), середнього (1,6 МПа) і низького (0,6 МПа) тиску. За способом прокладання – підземні, надземні, наземні, підводні; за гідравлічною схемою роботи – прості, які не мають розгалужень, та складні – з розгалуженнями, до останніх належать також замкнуті (кільцеві) трубопроводи; за характером напору – напірні та самопливні. Розрізняють Т.п. з повним заповненням перерізу труби рідиною (напірні) і з неповним заповненням перерізу труби рідиною, які можуть бути як самопливні, так і напірні. У промисловій практиці часто зустрічаються самопливні Т.п., коли в них присутні одночасно вільно-самопливні та напірно-самопливні ділянки.

## Трубопровід промисловий у нафтовидобуванні
Трубопровід, призначений для транспортування продукції свердловин на нафтових родовищах. Трубопроводи промислові підрозділяють: 
- 1) за призначенням – на нафтопроводи, газопроводи, нафтогазопроводи і водопроводи;
- 2) за напором – на напірні і безнапірні;
- 3) за робочим тиском – на трубопроводи високого (6,4 МПа і вище), середнього (1,6 МПа) і низького (0,6 МПа) тиску;
- 4) за способом прокладання – на підземні, наземні і підводні;
- 5) за функцією – на викидні лінії, що йдуть від гирл свердловин до групового вимірного устатковання; нафтові, газові, водяні і нафтогазоводяні збірні колектори; товарні нафтопроводи;
- 6) за гідравлічною схемою роботи – прості трубопроводи, без розгалужень, і складні трубопроводи з розгалуженнями, до яких відносяться також замкнуті (кільцеві) трубопроводи.

Трубопроводи, які транспортують воду до нагнітальних свердловин для підтримування пластового тиску, підрозділяються на: 
- 1) магістральні водопроводи, що починаються біля насосних станцій другого підняття;
- 2) підвідні водотрубопроводи, що прокладаються від магістральних водопроводів до кущових насосних станцій;
- 3) розвідні водопроводи, що прокладаються від кущових насосних станцій до нагнітальних свердловин.

У нафтогазовій промисловості Т.п. - система технологічних трубопроводів для транспортування нафти, конденсату, газу, води на нафтових, нафтогазових, газоконденсатних та газових родовищах. Розділяються: за призначенням – нафто-, газо-, нафтогазо-, нафтогазоводо-, конденсато-, інгібіторо- та водопроводи. Промислові газопроводи для збирання нафтового газу поділяють на відвідні (аналогічні викидним лініям промислових нафтопроводів), збірні колектори (аналогічні нафтовим збірним колекторам) та нагнітальні газопроводи. Газозбірна система на нафтовому промислі називається у відповідності з формою газозбірного колектора: лінійною (колектор являє собою одну лінію), променевою (колектори сходяться у вигляді променів до єдиного пункту) і кільцевою (колектор огинає всю площу нафтової структури у вигляді кільця; для більшої надійності роботи і більшої маневреності в кільцевому колекторі роблять одну або дві перемички). Промислові газопроводи для газових і газоконденсатних родовищ поділяють на: шлейфи-газопроводи, газозбірні колектори-газопроводи, конденсатозбірні колектори та промислові водоводи. Промислові конденсатозбірні колектори (аналогічні промисловим нафтозбірним колекторам на нафтових родовищах) застосовуються для транспортування виділеного конденсату на промисловий газозбірний пункт або на газобензиновий завод.